# Monochamus impluviatus
Monochamus impluviatus là một loài bọ cánh cứng trong họ Cerambycidae.